# Christine Mboma
Christine Katiku Mboma (Kavango Oriental, 22 de maio de 2003) é uma atleta namibiana, medalhista olímpica.
Aos 18 anos, ela estabeleceu um recorde africano sênior e mundial sub-20 não ratificado nos 400 metros, o que a tornou a sétima mulher mais rápida de todos os tempos no evento. Nos Jogos Olímpicos de Verão de 2020, conquistou a medalha de prata na prova de 200 metros rasos feminino com o tempo de 21.81 segundos.